# فیستول واژن
فیستول (انگلیسی: Vaginal Fistula) واژن، شکاف و مجرایی غیرمعمول است که دیواره واژن را به اندام دیگری متصل می‌کند. به عنوان مثال، یک فیستول واژن می‌تواند واژن را به اندام‌های زیر متصل کند:
اتصال دیواره واژن به مثانه (فیستول وزیکوواژینال)
اتصال رکتوم یا قسمت تحتانی روده بزرگ بیمار (فیستول رکتوواژینال)
اتصال بخشی از روده بزرگ به واژن (فیستول کولوواژینال)
اتصال واژن و روده کوچک (فیستول انتروواژینال)

## علائم فیستول در زنان چیست؟
با توجه به اینکه بیمار به کدام نوع فیستول واژن مبتلا شده‌است، علائم هم می‌توانند تغییر کنند. اما مهم‌ترین علائمی که بیماران مبتلا به این عارضه تجربه می‌کنند شامل موارد زیر است:
- خروج مایع و ترشح غیرعادی همراه با بوی بد
- بروز بی اختیاری در دفع ادرار و مشاهده مدفوع در ادرار یا داخل واژن
- خروج گاز واژن در شرایط عادی و احساس بوی ناخوشایند در واژن
- احساس درد در شکم و لگن و همچنین علائمی مثل تهوع
- گاهی بروز علائمی مثل تب که در کنار سایر نشانه های فیستول نمایان می‌شود

## علل فیستول واژن
عوامل زیر می‌توانند با ایجاد آسیب در بافت این ناحیه در ایجاد بیماری فیستول در زنان موثر باشند:
- جراحی‌های شکم (برداشتن رحم یا سزارین)
- پرتودرمانی اعضای لگن
- بیماری روده مانند کرون یا دیورتیکولیت
- سرطان لگن، دهانه رحم یا روده بزرگ
- آسیب‌دیدگی ناشی از سانحه، مانند تصادف رانندگی

## تشخیص
پزشک معاینه لگن را انجام می‌دهد و در مورد سابقه پزشکی سوال می‌کند تا ببینید آیا بیمار فاکتورهای خطر مانند بیماری‌ها و جراحی‌های اخیر را داشته یا خیر. اگر به وجود این بیماری مشکوک شود انجام آزمایش های زیر را تجویز می‌کند:
سیستوسکوپی: پزشک بیمار از دستگاه نازکی به نام سیستوسکوپ استفاده می کند تا داخل مثانه و مجرای ادرار را از نظر آسیب ببیند.
سیگموئیدوسکوپی انعطاف پذیر: پزشک با سیگموئیدوسکوپ (یک لوله نازک و انعطاف پذیر با یک دوربین فیلمبرداری کوچک در نوک آن) به مقعد و راست روده بیمار نگاه می‌کند.
اشعه ایکس: این یک آزمایش خاص است که در آن ماده‌ای از طریق مثانه به حالب بیمار تزریق می‌شود. با اشعه ایکس می توان نشتی بین حالب و واژن بیمار را نشان داد.
ام آر آی و سی تی اسکن لگن: یک میدان مغناطیسی و امواج رادیویی تصاویر مفصلی از راست روده و واژن بیمار می‌گیرند تا جزئیات فیستول رکتوواژینال بررسی و مشخص شود.